# Witmetaalfabriek
De Eerste Nederlandsche Witmetaalfabriek was de naam van een metaalbedrijf dat non-ferro legeringen vervaardigde. Het was achtereenvolgens gevestigd te Amsterdam, Loosduinen en Naarden.

## Oorsprong
Voor speciale doeleinden waren en zijn bijzondere metaallegeringen bedacht die onder uiteenlopende namen in de handel kwamen en die specifieke eigenschappen hadden of werden toegedicht. Zo was er begin 20ste eeuw het Babbitmetaal of witmetaal dat voor lagers werd gebruikt. De in Amsterdam gevestigde technische handelsfirma Croese, Ulbrich & Co. voerde rond 1915 een soortgelijk zogeheten Glycometaal. In 1920 besloot de directeur van deze handelsonderneming H.D.N. Croese zelf een lagermetaal te vervaardigen, als eerste in Nederland o.d.n. NV Eerste Nederlandsche Witmetaalfabriek. Bij een omzetting in 1922 verdween Croese uit het bedrijf dat verder ging onder directie van E.W. Hendriks, met A.M. Dikkers als commissaris. De vestiging in de stad Amsterdam was nogal hinderlijk voor de omgeving en de bedrijfsvoering waarop de aandeelhouders in 1923 besloten om de hele zaak te verplaatsen naar het landelijke Loosduinen. 

## Samensmelten
Onder directie van A.H. Jonker kwam de onderneming ook tot de productie van lettermetaal dat in de zetterijen werd gebruikt. Er ontstond contact met Pieter Zaal (1877 - 1948), de directeur van de grootste lood/lettersmelterij van Nederland J.B. Meyer ofwel De Vulkaan, te Bodegraven. Zaal werd in 1926 eigenaar van de aandelen en verplaatste het personeel en de inventaris van zijn oude bedrijf naar Loosduinen. In 1930 kwam de onderneming onder directie van de firma Dikkers te Hengelo, Zaal werd president-commissaris. Een bijzonder nevenbedrijf was de begin 1937 overgenomen kunstgieterij Prowaseck te Leiden.  
De in Duitsland geboren Franz Albert Hermann Prowaseck (Berlijn 1874 - Leiden 1944) startte in 1925 een metaalgieterij met zijn compagnon Heinrich Wilhelm Stöxen (Bremen 1874 - Leiden 1947). Zij kregen toen een mooie order, het gieten van een beeld voor de Olympische spelen in Amsterdam (1928). In 1930 gingen ze echter uit elkaar en ging Prowaeck zelfstandig door.  
Bij het 25 jarig bestaan van de Union Rijwielfabriek kreeg de oprichter B.J. van den Berg een In koper gedreven portret met de tekst "1904 juli 1929". In de rechter onderhoek van de foto op de beeldbank van Nieuwleusen staat de naam vermeld van H.W. Stoxen '29. 
zie ook: https://www.beeldbanknieuwleusen.nl/cgi-bin/beeldbank.pl?ident=17303&search=Prowaseck&sort=02&veld=all&inword=1&bool=and&display=gallery&istart=1

## Verandering en verplaatsing

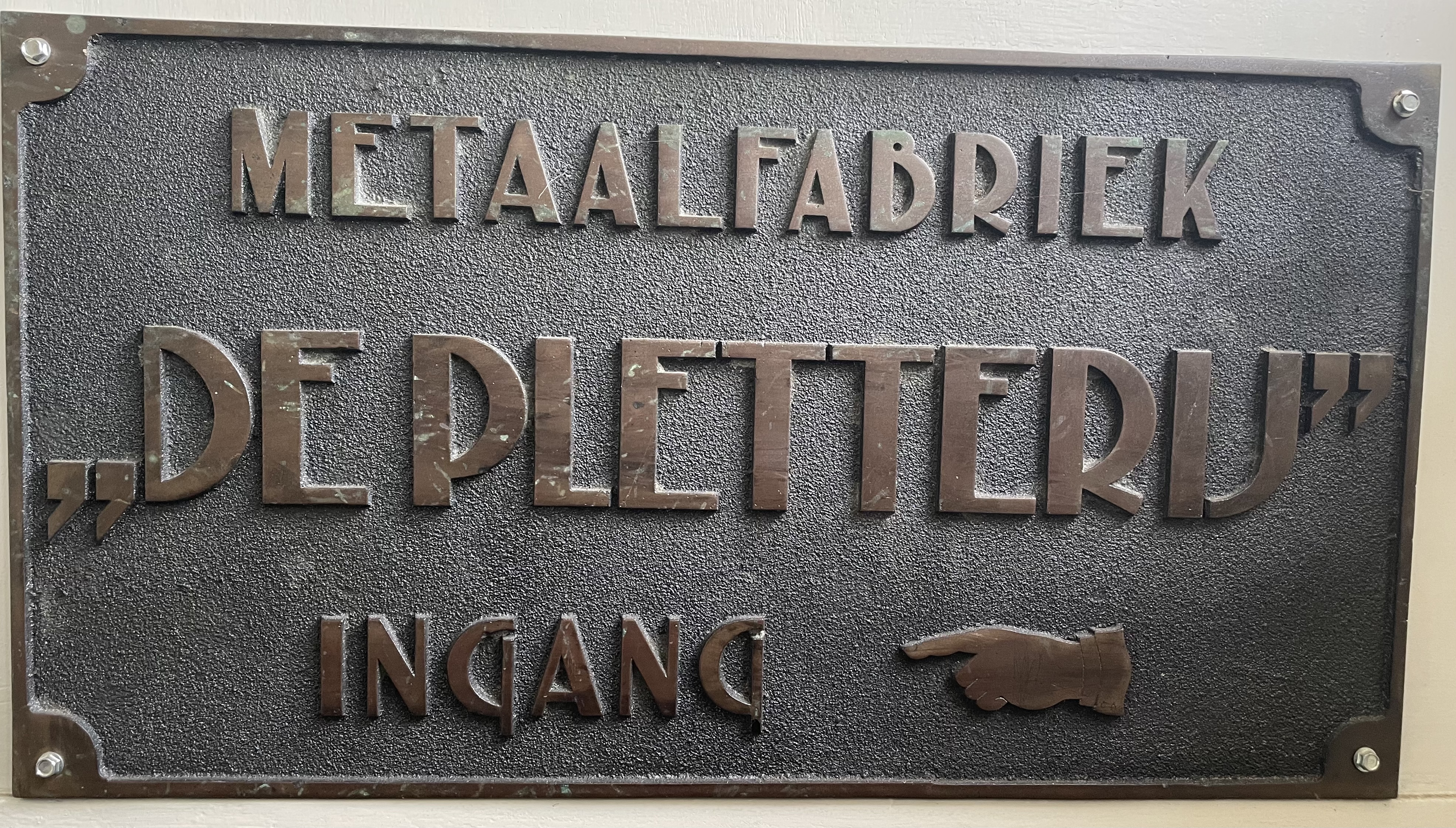

In de Tweede Wereldoorlog werd het bedrijf leeggeroofd. Maar de zaak werd weer opgebouwd o.l.v. de zoon van Pieter Zaal, Adrianus Zaal (1911 - 1999). Het nevenbedrijf te Leiden telde in 1948 34 man personeel, maar is vermoedelijk in de jaren vijftig opgeheven. De fabricage te Loosduinen berustte rond 1960 op 4 pijlers: lagermetaal, lettermetaal, soldeer en pewter ofwel siertin. Dat laatste werd verwerkt in De Pletterij Maarn. In 1961 nam Billiton het bedrijf over en in 1969 volgde de verhuizing naar een nieuw pand te Naarden, waar ook De Pletterij onderdak vond. In 1984 werd Billiton overgenomen door Shell, en Witmetaal vormde zo'n tien jaar onderdeel van de divisie metalen. Onder invloed van de opmars van de elektronica en het stijgende gebruik van soldeerverbindingen groeide het personeelsbestand van 70 werknemers in 1977 tot 180 eind 1989. Maar begin jaren '90 stootte Shell bij een herstructurering de divisie af. Billiton Witmetaal - met naast de hoofdvestiging te Naarden ook verkoopkantoren te Neurenberg, Parijs en Antwerpen - werd in 1994 verkocht aan de Britse Cookson Group. Tien van de 160 werknemers moesten daarbij afvloeien. Onder de naam Cookson Electronics is het bedrijf anno 2016 nog altijd actief.